# San Isidro de Crucitas
San Isidro de Crucitas är en ort i Mexiko.   Den ligger i kommunen Pénjamo och delstaten Guanajuato, i den centrala delen av landet, 280 km väster om huvudstaden Mexico City. San Isidro de Crucitas ligger 1 723 meter över havet och antalet invånare är 407.
Terrängen runt San Isidro de Crucitas är platt åt nordost, men åt sydväst är den kuperad. Runt San Isidro de Crucitas är det ganska tätbefolkat, med 83 invånare per kvadratkilometer. Närmaste större samhälle är Pénjamo, 12,3 km nordväst om San Isidro de Crucitas. I omgivningarna runt San Isidro de Crucitas växer huvudsakligen savannskog.